# Pygeretmus pumilio
Pygeretmus pumilio es una especie de roedor de la familia Dipodidae.

## Distribución geográfica
Se encuentran en China, Irán, Kazajistán, Mongolia y Rusia.